# Криницкий, Григорий Александрович
Григорий Александрович Криницкий (20 марта 1922 года, село Корчаны — 29 сентября 1995 года, село Калюжное, Лебединский район, Сумская область, Украина) — колхозник, механизатор, бригадир колхоза «Советское село» Лебединского района Сумской области. Герой Социалистического Труда (1948).

## Биография
Родился 20 марта 1922 года в крестьянской семье в селе Калюжное. В 1933 году окончил начальную школу в селе Рябушки Лебединского района. Участвовал в Великой Отечественной войне. После демобилизации возвратился в родное село, где стал работать в колхозе «Советское село» Лебединского района. Был назначен бригадиром механизаторов.
В 1947 году бригада, руководимая Григорием Криницким, собрала в среднем по 30,77 центнеров пшеницы с каждого гектара с участка площадью 8 гектаров. За эти выдающиеся трудовые достижения был удостоен в 1948 году звания Героя Социалистического Труда.
После выхода на пенсию проживал в селе Калюжное Лебединского района, где скончался 29 сентября 1995 года.

## Награды
- Герой Социалистического Труда — указом Президиума Верховного Совета от 16 февраля 1948 года
- Орден Ленина